# Łucja Jurczak
Łucja Teresa Jurczak z d. Nestorowicz (ur. 11 lub 17 kwietnia 1925) – polska rolniczka, Sprawiedliwa wśród Narodów Świata.

## Życiorys

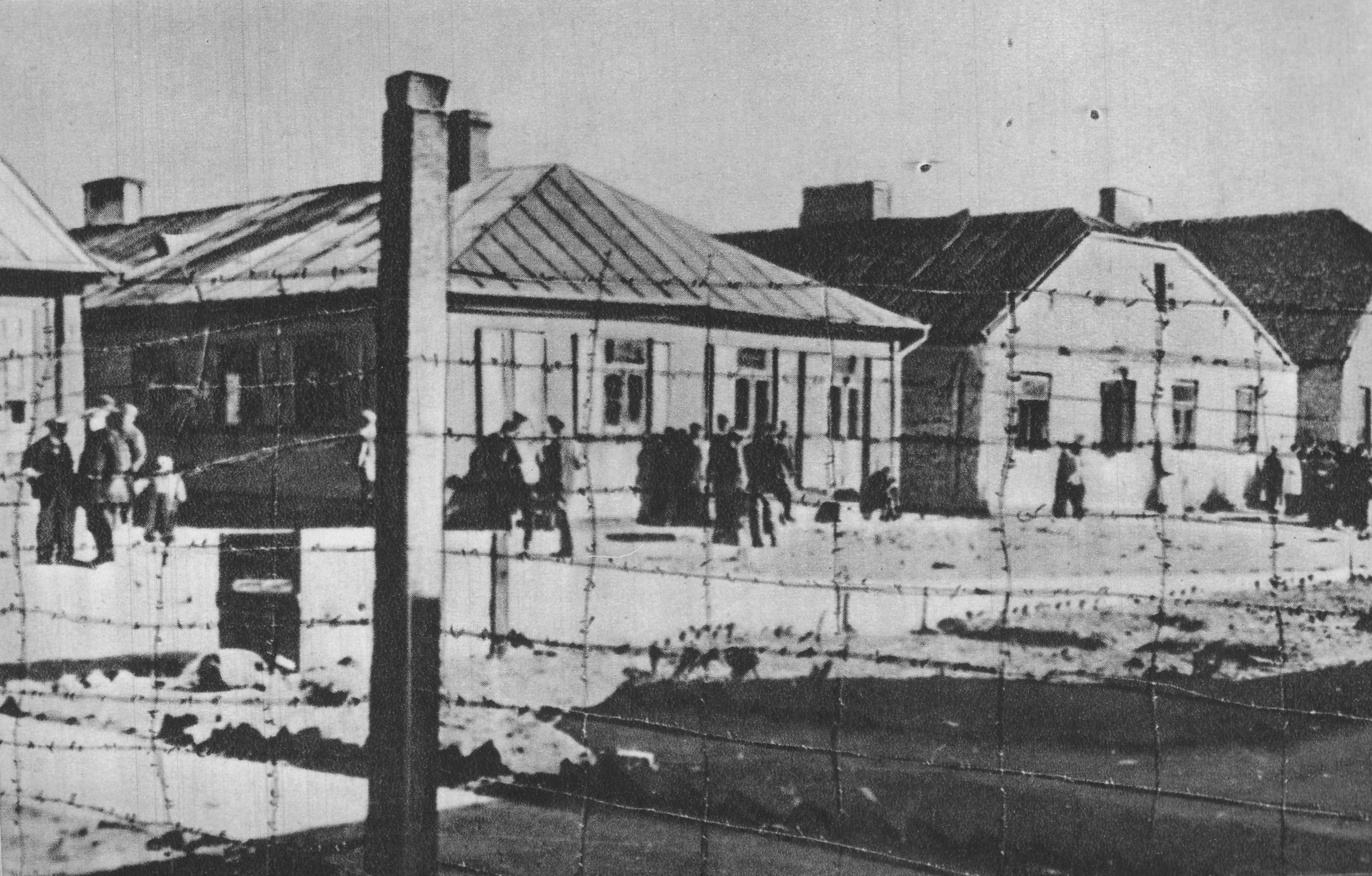
Getto w Międzyrzecu Podlaskim

Łucja Teresa Jurczak mieszkała z rodzicami, Szymonem i Michaliną Nestorowicz oraz bratem Stanisławem w okolicach Międzyrzecza Podlaskiego. Wiosną 1942 r., mijając getto w Międzyrzeczu Podlaskim, spotkała tam przyjaciółkę sprzed okupacji niemieckiej, Belę Stein (Sztein). Pomogła jej w ucieczce z getta i przekonała swoich rodziców do ukrycia przyjaciółki. Jurczak sprawowała opiekę nad Stein razem z resztą swojej rodziny od maja do października 1942 r., kiedy ukrywana wyjechała do Niemiec do pracy. Następnie Nestorowicze udzielali pomocy rodzicom Beli, Helenie i Siepsielowi Steinom, którzy ukryli się w bunkrach w lesie.
19 grudnia 1993 r. Jad Waszem uznał Łucję Jurczak za Sprawiedliwą wśród Narodów Świata. Razem z nią uhonorowano także jej rodziców, Szymona i Michalinę Nestorowicz, a także brata, Stanisława Nestorowicza. W 2016 r. Łucja Jurczak została odznaczona Krzyżem Komandorskim Orderu Odrodzenia Polski.